# Historia del libro

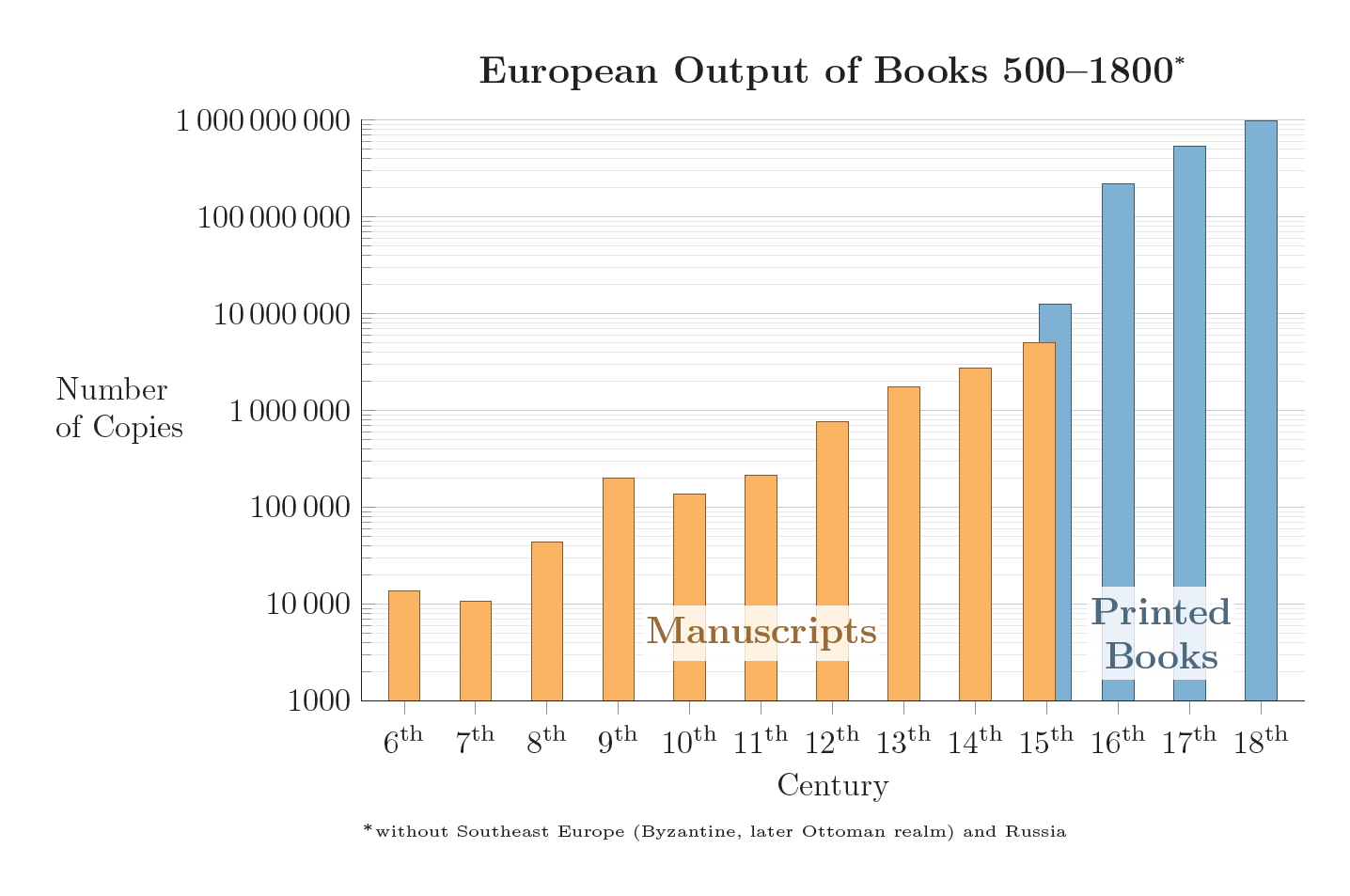
La producción de libros en Europa crecía desde el año 500 hasta 1800 por un factor de más de 70 000. La clave fue la invención de la imprenta por Gutenberg en el siglo xv.

La historia del libro es una corriente historiográfica estrechamente unida a historiadores de la escuela de los Annales como Roger Chartier. Metodológicamente, se estudia junto a las contingencias políticas y sociales, así como a otros géneros historiográficos como la historia intelectual, la historia de las mentalidades y la historia de las ideas.

## Estudio de la historia del libro
Estudiosos del libro han desarrollado propuestas acerca de los límites, las metodologías, los objetivos y las disciplinas que intervienen en el estudio de la historia del libro desde distintas perspectivas.
Uno de los puntos principales que se han tratado es el definir el objeto mismo de estudio, el libro. Para fines estadísticos, la UNESCO ha definido oficialmente las características del libro: “Se entiende por libro una publicación impresa no periódica que consta como mínimo de 49 páginas, sin contar las de cubierta, editada en el país y puesta a disposición del público”.
Sin embargo, los historiadores generalmente consideran cualquier medio de preservación de información (la memoria humana) y/o vestigio escrito como la materia primordial de lo que hoy se reconoce como libro, por lo tanto dentro de sus estudios abarcan la historia del mundo escrito.

### Desarrollo de la historia del libro
El estudio de la historia del libro se desarrolló en cuatro etapas en Francia:
- Siglos XVII-XVIII. Protagonizada por coleccionistas y bibliófilos que impulsaron la confección de catálogos y estudios monográficos.
- Siglo XVIII. Impulsada por transformación de la imprenta (1740) produjo documentación sobre grandes tipógrafos, especialmente Gutenberg. Se estableció la tradición de los libreros eruditos.
- Se estableció el libro como unidad. Se consideraban características estudiadas bajo distintas disciplinas: fabricación, forma material (historia del arte), difusión y conservación (historia de las bibliotecas). Pero en general no se abarcaba el estudio del contenido literario
- Con Lucien Febvre y Henri-Jean Martin la historia de libro se extendió a todos los aspectos de la vida social. Llegó a abordarse desde la historia económica (condiciones de producción y difusión), historia cultural (construcción, recepción, circulación y adquisición de textos), historia de categorías sociales, políticas y simbólicas de cada época.

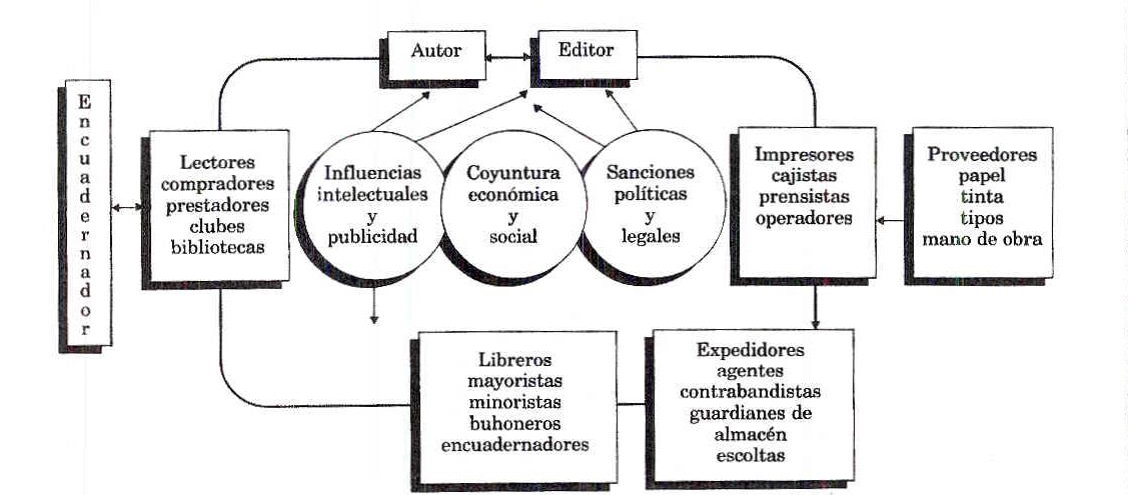
El proceso de difusión del libro impreso.

Las propuestas de Roger Chartier y Robert Darnton son las que han definido esta disciplina, pues en ellas concentra todo el bagaje intelectual desarrollado hasta el momento sobre la historia del libro. La historia cultural es la base de los estudios de Roger y Darnton, pero este último ha tenido mayor impacto en la actualidad.
Darnton se centra en el estudio del libro impreso desde la época de Gutenberg. Sin embargo, propone ver la historia del libro como una convergencia de varias disciplinas (historia social, historia del arte, historia económica, bibliografía, bibliotecología, etc.) legadas a un proceso de comunicación o difusión, que es el proceso de vida del libro. Es decir, se abre campo a la historia de la comunicación que abarca autores, editores, impresores, proveedores, expedidores, libreros, lectores, bibliotecas, etc. y contempla también las factores externos que influyen en el proceso:
- Influencias intelectuales y publicidad: los impresores apostaba al trabajo de autores o temas de moda o relevancia intelectual, incluso si no estaban permitidos.
- Coyuntura económica y social: influye en la calidad de materiales, traslado y tiempo de producción que puede pagar el impresor y/o lector.
- Sanciones políticas y legales: refiere a que los libros estaban sometidos a las leyes de su país de origen, por lo tanto necesitaban permisos especiales para venderse fuera de jurisdicción o comúnmente se recurría a la piratería.

## Orígenes y antigüedad

### Libro en la Antigüedad
El libro más primitivo es el que carece de soporte material, es decir, el libro oral que incluso existieron antes de la escritura, tomaron formas de poemas, frases con medas rítmicas, características que facilitaba su memorización. Se utilizó para la transmisión de cosmogonías, mitos, normas religiosas, códigos legales y poesía, que con la invención de la escritura algunos fueron trasladados a soportes y han podido llegar hasta nuestros tiempos.
El libro antiguo, evidentemente ligado a la tradición oral de los pueblos produjo obras incluso en la Europa Medieval con los cantares de gesta que eran recitados para el pueblo por los juglares en las lenguas vernáculas cuando la escritura se utilizaba sólo para el latín en los libros litúrgicos.
Escritura
La escritura es el invento más notable de la humanidad que conllevó un largo proceso de evolución desde sonidos ilegibles y gestos hasta la palabra, el instrumento que mejoró la comunicación que a su vez propició la invención del libro escrito, y así el hombre aumento su capacidad de memoria y aumentó su bagaje intelectual.

#### Primeros soportes
La piedra fue el soporte más antiguo de escritura que ha llegado hasta nuestros días, pero la madera sería realmente el verdadero soporte del libro. Las palabras biblos y liber tienen, como primera definición, corteza interior de un árbol. En chino el ideograma del libro son las imágenes en tablas de bambú.
Después se encontraron unas tablillas de arcilla utilizadas en Mesopotamia en el iii milenio a. C. El stilus, un instrumento en forma de triángulo, servía para imprimir los caracteres en la arcilla antes de ser cocida. Fue la escritura utilizada por los asirios y por los sumerios, una escritura en forma de cuña, de ahí su nombre: escritura cuneiforme. Las tablillas se cocían después para que quedaran solidificadas. Excepcionalmente se utilizaron materiales nobles (como mármol o diorita), para grabar inscripciones solemnes, como el Código de Hammurabi. La escritura cuneiforme esta reservada a los escribas, estamento que gozaba de gran consideración social, vinculado al templo y al palacio real.
En Nínive, fueron encontradas 22 000 tablillas del siglo vii a. C., era la biblioteca de los reyes de Asiria que disponían de talleres de copistas y lugares idóneos para su conservación. Esto supone que había una organización en torno al libro, un estudio sobre su conservación, clasificación, etc. Las tablillas se identificaban por el colofón, en el que se indicaba el título, número, propietario, materia tratada, etc.
En China, en el segundo milenio a. C., los libros se hacían con láminas de bambú unidas con cuerdas, pero posteriormente, la seda fue también utilizada como soporte de la escritura. Se escribía con la ayuda de pinceles. Diferentes soportes fueron utilizados a lo largo de los años: hueso, bronce, cerámica, escamas etc. En la India, por ejemplo, se utilizaban hojas de palma seca. Todos los materiales que permiten conservar y transmitir un texto son, por tanto, adecuados para llegar a convertirse en un libro. En este caso, el cuerpo humano podría considerarse, también, como un libro, por medio del tatuaje. Si se admite que la memoria humana se desarrolla o se transforma con la aparición de la escritura, no es absurdo pensar que esta facultad convierte al hombre en un libro viviente (esta idea fue desarrollada por Ray Bradbury en su novela El hombre ilustrado, y Peter Greenaway en su obra The Pillow Book).

##### El papiro

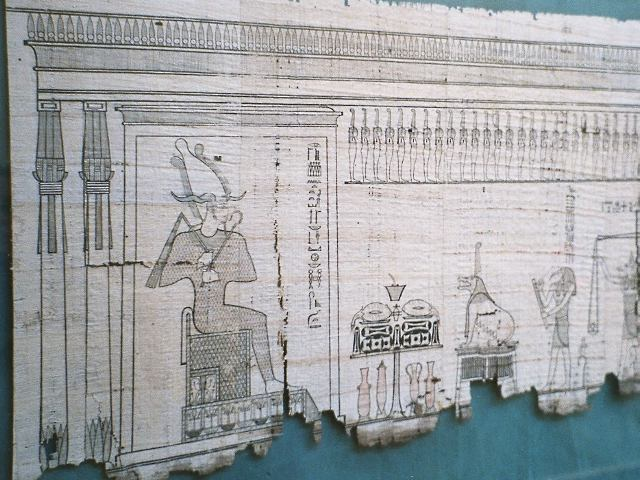
Papiro egipcio.

En el Antiguo Egipto, las tablillas de madera o marfil del iv milenio a. C., fueron reemplazadas por los volumina (plural de volumen), rollos de papiro, escritos con tinta, más ligeros y más fáciles de transportar. El más antiguo soporte de papiro que ha llegado a nuestros días, aunque no tiene nada escrito, se descubrió en la tumba de Hemaka, de la Primera Dinastía de Egipto, de alrededor del 3035 a. C.
Los papiros fueron los principales soportes de la escritura en las culturas mediterráneas de la antigüedad, tanto en Egipto como en Grecia y Roma.

##### Elaboración y uso del papiro
El papiro consistía en partes del tallo de la planta del mismo nombre, machacadas con martillos y unidas entre sí por medio de golpes, estando las fibras húmedas.
Se hacían con más de una capa de fibras, alternando su sentido para darles así mayor resistencia, es decir, se colocaba una horizontal y otra vertical.
Esto lo diferencia del papel, cuyas fibras son hervidas o cocinadas. Se escribía en ellos con un cálamo (tallo de una caña cortado oblicuamente) o utilizando plumas de aves. Se utilizaba tinta negra, fabricada a partir de carbón vegetal y resina, y tinta roja para destacar los títulos. La escritura de los escribas egipcios se denomina «hierática» o escritura «sacerdotal» que, a diferencia de la escritura jeroglífica, dispone de signos más simplificados, más adaptados a la escritura manuscrita (los jeroglíficos solían grabarse en madera o muros de piedra).

##### Precedente del libro: elrollode papiro ovolumen
Los rollos de papiro, resultado del encolado de varias hojas, se envolvían en un cilindro de madera, enrollándolos. Algunos sobrepasan los cuarenta metros (crónica del reinado de Ramsés III). Se desenrollaban horizontalmente; el texto está escrito por una sola cara y dispuesto en columnas. El título se indica por medio de una etiqueta atada al cilindro. Los rollos en papiro que se conocen provienen de tumbas en las que se depositaban, con plegarias y textos sagrados, como el Libro de los muertos, datados de principios del ii milenio a. C.
Estos ejemplares muestran que el desarrollo del libro, bajo su aspecto material y en su apariencia exterior procede de un contenido estructurado por los valores religiosos (relatos mitológicos y creencia en el más allá), simbólicos (textos mágicos), políticos (textos de carácter histórico), económicos (listados de impuestos, donaciones y ofrendas), didácticos (enseñanzas), éticos (máximas y textos sapienciales), o literarios (poemas y cuentos). La influencia particular dada a la escritura está motivada por la búsqueda de medios para conservar y transmitir los valores culturales.

##### El pergamino
Progresivamente el pergamino fue sustituyendo al papiro. La leyenda atribuye su invención a Eumenes III, rey de Pérgamo, de donde procedería el nombre de pergamineum que derivó en pergamino. Su producción empezó hacia el siglo iii a. C. Conseguido a partir de la piel de los animales (cordero, vaca, asno, antílope, etc.) podía conservarse, por más tiempo, en mejores condiciones; más sólido, permitía, asimismo, el borrado del texto. Era un soporte muy caro dada la materia empleada así como el tiempo de su preparación.

#### El libro en Oriente
El libro (de hueso, escamas, madera o seda) ya existía en China desde el ii milenio a. C.. Se conoce El libro de seda con temas astronómicos escrito para el 400 a. C. El papel fue inventado hacia el siglo i. El descubrimiento del empleo de la morera se atribuye a Ts'ai Louen, pero es posible que su utilización fuera más antigua. Se reproducían los textos con la ayuda de unos sellos grabados en relieve. En el siglo xi, un herrero, Pi Cheng, inventó los caracteres móviles, pero esta técnica no se empleó mucho quizá porque, a causa de la tinta empleada, los grabados no tenían muy buena calidad. Los uigur, pueblo del Turquestán utilizaban, también, esta técnica.
Se conocen muchos y diferentes formatos de libros en China: los libros en rollo, grabados en madera, los libros giratorios, encolado de hojas en serie, y los libros mariposa.

#### Cultura islámica
En el siglo viii los árabes aprendieron a fabricar el papel tal y como lo hacían los chinos y lo dieron a conocer en Europa. Los musulmanes crearon unas impresionantes bibliotecas, dignas de su gran cultura. Son ellos, precisamente, los que transmitieron una parte importante de las obras griegas a Europa. Sirve como ejemplo el redescubrimiento de las obras de Aristóteles comentadas por el filósofo persa Avicena, descubrimiento que dio lugar a enconadas disputas entre Tomás de Aquino y Siger de Brabant.

#### Grecia y Roma
Los cilindros de papiro se llaman volumen en latín, palabra que significa movimiento circular, enrollamiento, espiral, torbellino, revolución, en fin, rollo de hojas escritas, manuscrito enrollado, libro.
Los romanos utilizaban también tablas de madera untadas con cera en las que se podía imprimir y borrar los signos con la ayuda de un estilete (que tenía una extremidad acabada en punta y la otra redondeada). Estas tablas podían estar unidas de manera similar a las de los códices. Servían, por ejemplo, para enseñar a escribir a los niños (según los métodos descritos por Quintiliano en sus Instituciones Oratorias).
El volumen es enrollado alrededor de unos cilindros de madera. No permite más que un uso secuencial: se está obligado a leer el texto siguiendo el orden en el que ha sido escrito, es difícil poner una referencia para acceder, directamente, a una parte determinada del texto. Los únicos volúmenes que en la actualidad se siguen utilizando son los de la Torá, en las sinagogas.

#### Difusión y conservación del libro en Grecia
No se tienen muchas referencias acerca de los libros concernientes a la Grecia clásica. Algunos vasos del siglo v a. C. y del siglo vi a. C. representan unos volumina. No existía, sin duda, el comercio con el libro, pero existían algunos lugares dedicados a la venta de los mismos.
La difusión, la conservación y la reflexión sobre la catalogación del libro y la crítica literaria se desarrollaron durante la época helenística con la creación de grandes bibliotecas, que respondían al deseo enciclopédico que se puede encontrar, por ejemplo, en el afán de Aristóteles y que respondían también, sin duda, a razones de prestigio político:
- en Alejandría, biblioteca creada por Ptolomeo I Sóter y constituida por Demetrio de Falero. Llegó a contener 500 000 volúmenes (en la parte del Museion) y 40 000 en el templo de Serapio (Sérapeion). El Museion fue destruido parcialmente en el 47 a. C. (ver Biblioteca de Alejandría).
- en Pérgamo, la biblioteca fundada por Átalo I, contenía 200 000 volúmenes que fueron llevados al Serapeo por Marco Antonio y Cleopatra tras la destrucción de la biblioteca de Pérgamo. El Serapeo fue destruido, en parte, poco después, 391 por los cristianos y los últimos libros desaparecieron en 641 con la conquista árabe.
- en Atenas, el Ptolemaion fue la que tuvo más relevancia tras la destrucción de la Biblioteca de Alejandría. Importantes fueron también la Biblioteca de Panteno, hacia el 100; y la biblioteca de Adriano, en 132.
- en Rodas, se creó una biblioteca que intentó rivalizar con la de Alejandría.
- en Antioquía hubo una biblioteca pública de la que Euforión de Calcis fue director hasta finales del siglo iii.

Las bibliotecas tenían sus propios talleres de copistas y la organización general de los libros aseguraba los trabajos siguientes:
- Conservación de un ejemplar de cada libro
- Traducción (Biblia de los Septantes, por ejemplo)
- Crítica literaria para catalogar los textos de referencia para su copia, como por ejemplo la Ilíada y la Odisea
- Constitución de catálogos de libros
- La propia copia que permitía la difusión de los libros.

#### El desarrollo de la edición en Roma
La edición de un libro se desarrolló en Roma en el siglo i a. C., con la literatura latina influida por el helenismo. Esta difusión concierne, especialmente, al círculo literario. Ático fue, por ejemplo, el editor de Cicerón. Pero el comercio del libro fue extendiéndose progresivamente por todo el Imperio romano. El libro se difundió, por tanto, gracias a la extensión del Imperio que implicó la imposición de la lengua latina en la mayoría de los pueblos (Europa, África, etc.)
Las bibliotecas eran privadas o bien eran creadas por algunos particulares. La precursora fue la de Asinio Polion, situada en el Templo de la Libertad. Julio César quiso crear una biblioteca en Roma y César Augusto fundó dos grandes bibliotecas, la del Pórtico de Octavio y la del Palatino. Posteriormente, Trajano creó una importante biblioteca conocida como Biblioteca Ulpia. Una biblioteca era, ya por entonces, un instrumento de prestigio político.
En el año 377 existían en Roma 28 bibliotecas, así como existían muchas pequeñas bibliotecas en otras ciudades. Pese a esta gran difusión del libro no se tiene una idea exacta de la actividad literaria de la época, dado que millares de libros se perdieron.

### Libro en la Edad Media

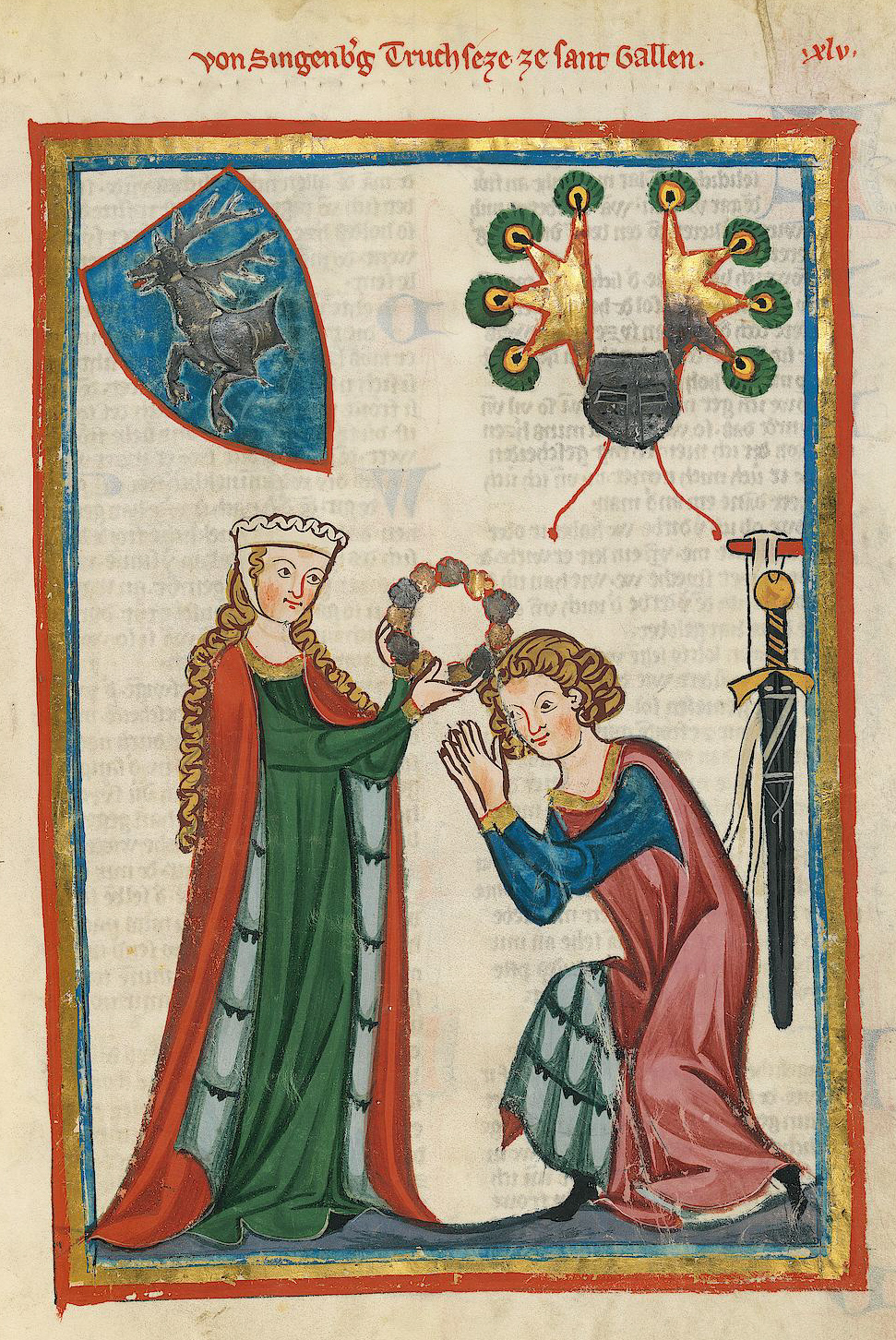
El código Manesse, un libro de la Edad Media.

Finalizando la Edad Antigua entre los siglos ii y iii, y ya en la Edad Media, el códice sustituyó al volumen. El libro ya no era un rollo continuo, sino un conjunto de hojas cosidas, con lo que el libro o códice adquirió el aspecto rectangular, útil para tomar notas o escribir mientras se leía. El formato de los códices fue mejorando con la separación que conocemos hoy. Desde ese momento fue posible acceder directamente a un punto preciso del texto. El códice resultaba más manejable, podía ponerse sobre una mesa, facilitando de esta forma que el lector pudiera tener la visión de las palabras, las mayúsculas y la puntuación, lo que permitía una lectura silenciosa; posteriormente se añadieron las tablas de las materias y los índices, que facilitaron el acceso directo a la información requerida. Fue éste un formato tan eficaz que todavía se utiliza hoy, después de más de 1500 años de su aparición.
El papel reemplazó, progresivamente, al pergamino. Una materia más barata que permitió una difusión más amplia del libro.

#### El libro en los monasterios

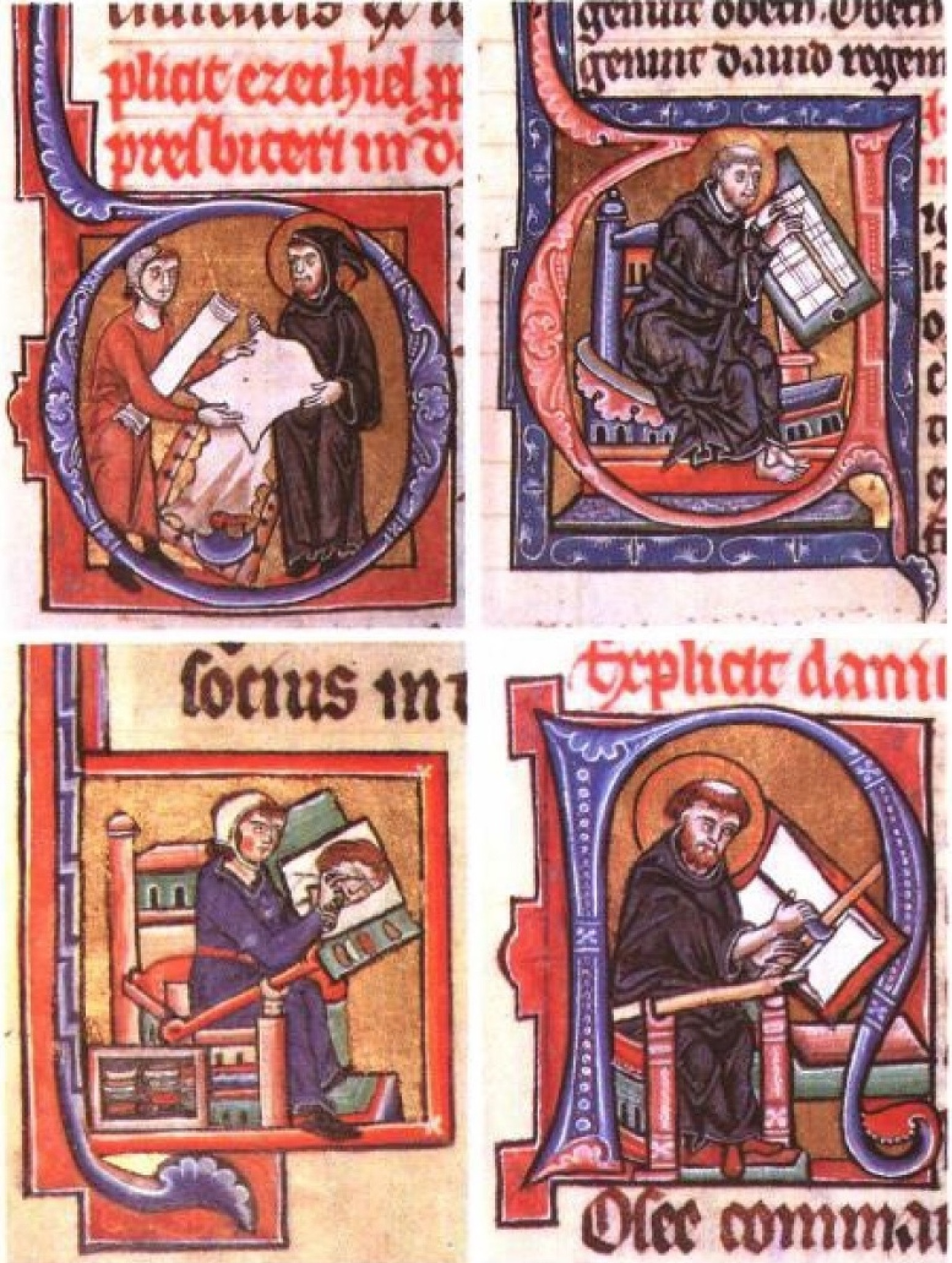
Cuatro etapas de la elaboración de un libro: entrega del pergamino a un monje, trazado de las líneas maestras por un ayudante, raspado de la vitela y ejecución de un retrato. — Imágenes y texto extraídos de La escritura: Memoria de la humanidad (p. 86), col. «Biblioteca ilustrada» (n.º 15).

En el 304 innumerables libros cristianos fueron destruidos por orden de Diocleciano. Durante los períodos convulsos de las invasiones, los monasterios pudieron conservar, para Occidente, textos religiosos y algunas obras de la antigüedad. Asimismo, Bizancio dispuso de importantes centros de copia.
El papel que jugaron los monasterios en la conservación de los libros es bastante ambiguo:
La lectura era una actividad importante en la vida religiosa, su tiempo se dividía en plegarias, trabajo intelectual y trabajo manual (en la orden de los benedictinos), por ejemplo. Era necesario hacer copias de determinadas obras. Había, pues, unas scriptoria (plural de scriptorium) en muchos monasterios en los que se copiaban y decoraban los manuscritos que se guardaban en armarios.
Pero, contrariamente a lo que se cree, la conservación de los libros no tenía siempre, como finalidad, la preservación de la antigua cultura, sino la de entender los textos religiosos con la ayuda de la antigua sabiduría. Algunas obras no fueron copiadas porque los monjes consideraron que eran muy peligrosas.[cita requerida] Por otra parte, y por necesidades de uso, los monjes reutilizaban raspando los viejos manuscritos, destruyendo así obras muy antiguas, a dichos textos se les denomina palimpsestos, códices borrados o codices rescripti, por haberse vuelto a escribir en ellos. La transmisión del conocimiento estaba centrada, sobre todo, en los textos sagrados.[cita requerida]

#### Copia y conservación de los libros
Pese a esta antigüedad, hay que reconocer que los monasterios, tanto en Occidente como en el Imperio oriental fueron los custodios de muchas obras profanas de las bibliotecas creadas por Cassiodoro (Monasterio de Vivarium, en Calabria, hacia 550), o por Constantino en Constantinopla. Había, por tanto, muchas bibliotecas, pero la supervivencia de los libros dependía, a menudo, de las luchas políticas e ideológicas, que conllevaban, con frecuencia, las destrucciones masivas o los daños incalculables de las ediciones (dispersión de los libros, por ejemplo) durante las disputas iconoclastas ocurridas entre 730 y 840.

#### Transformación de la edición del libro en elsigloXII
La transformación de las ciudades en Europa cambió, asimismo, las condiciones de la producción de los libros que ampliaron su difusión, poniendo fin al periodo monástico del libro. Estos cambios vinieron acompañados por la renovación intelectual de la época. En torno a las primeras universidades se desarrollaron las nuevas estructuras de producción: los manuscritos de consulta servían tanto para los estudiantes como para los profesores que enseñaban teología o artes liberales. El desarrollo del comercio y de la burguesía suponían, de igual modo, una demanda de textos especializados, o no (derecho, historia, novelas, etc.); y es en esta época cuando empiezan a desarrollarse los escritos en lengua vulgar (poesía cortesana, novelas románticas, etc.) El cometido del editor era, en consecuencia, cada vez más importante.
Se crearon entonces varias bibliotecas reales: como la de Luis IX de Francia o la de Carlos V. También se coleccionaban libros en las bibliotecas privadas que adquirieron gran auge en los siglos xiv y xv.
Es precisamente en el siglo xiv cuando se difunde por Europa la utilización del papel. Este soporte, menos caro que el pergamino, procedía de China y llegó a Europa por intermedio de la cultura árabe (siglos xi y xii en España). Se utilizó, sobre todo, para las ediciones económicas, mientras que el pergamino servía para las ediciones de lujo.

## Libro impreso
El libro impreso no es sino el códice hecho con papel (papel deriva de papiro) o pergamino e impreso. Antes de que se imprimiera con tipos móviles (letras sueltas), se obtuvieron libros impresos por un procedimiento llamado xilografía, que se usaba para imprimir estampas, originario de China en el año 594 a. C. y atestiguado en Europa en El cinturón y los dos soldados, una estampa de aproximadamente 1370 d. C. El libro xilográfico, también se le llamaba libro de bloque (impreso con un bloque de madera) o libro tabelario (de tabla), más antiguo es el Sutra del diamante de China, 868 d. C. La poca legibilidad de las impresiones provocó su desuso.
El libro tipográfico es una invención china usado durante el periodo de los Song (960-1279 d. C.). Hecho con tipos móviles de madera, que fueron sustituidos por caracteres hechos de arcilla cocida basadas en moldes de metal inventados por Pi Sheng. Después los sustituyó por tipos fabricados con estaño, madera, bronce, etc.

### Libro de la imprenta manualsigloXVI-XVIII
Lo que la pólvora ha hecho por la guerra, la imprenta lo ha hecho por la mente
Wendell Phillips

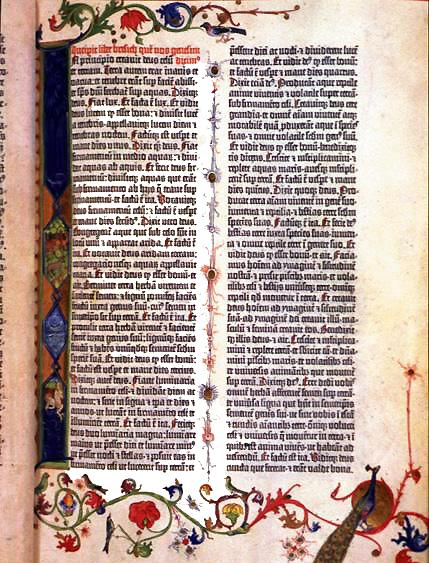
Página de la Biblia de Gutenberg

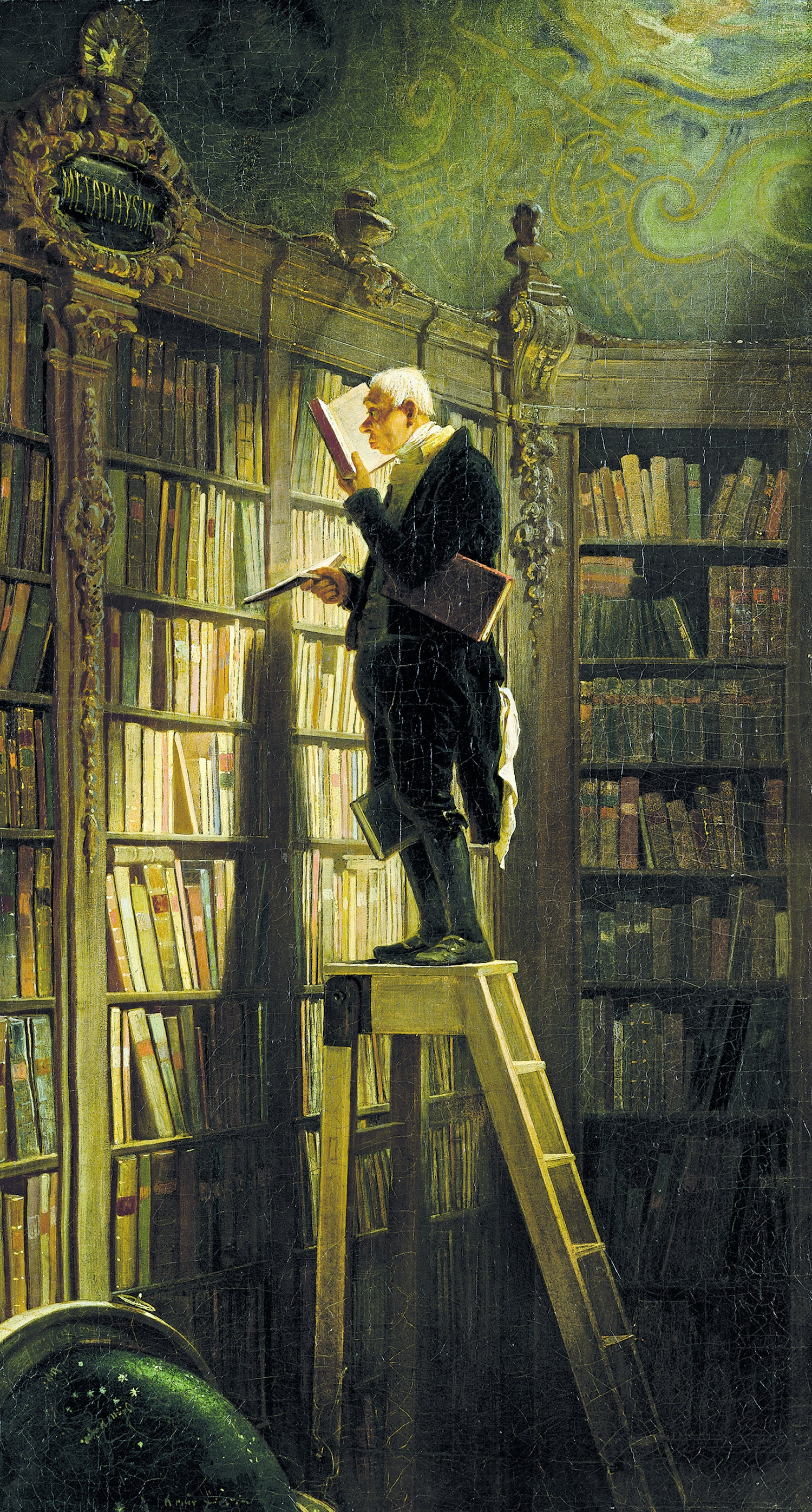
El ratón de biblioteca, pintura de Carl Spitzweg (1850). Museum Georg Schäfer.

La elaboración de las técnicas de impresión por parte de Gutenberg hacia 1440 dio paso a la entrada del libro en la era de una producción masiva. El libro ya no era un objeto único ni artesanal, escrito o reproducido de acuerdo con la demanda. La edición de un libro requiere de toda una empresa, capital para su realización, y un mercado para su difusión. Por consiguiente, el coste de cada ejemplar baja considerablemente, y a su vez, aumenta notablemente su expansión.
El libro en forma de códice e impreso en papel, tal y como lo conocemos actualmente, aparece a finales del siglo xv. A los libros impresos antes del 1 de enero de 1501 se les llama incunables.

#### Cronología de innovaciones en la imprenta manual
- 1449: Misal de Constanza, primer libro impreso de la historia por tipos móviles. Autor: Johannes Gutenberg.
- 1465: Aparece el primer libro impreso con letras romanas o serifadas.
- 1472: Sinodal de Aguilafuente, primer libro impreso en España y en castellano. Autor: Juan Párix de Heidelberg. Segovia.
- Ca. 1475: Recuyell of the Historyes of Troye fue el primer libro impreso en idioma inglés.
- 1476: Grammatica Graeca, sive compendium octo orationis partium fue el primer libro impreso en idioma griego, por Constantino Lascaris.
- 1485: De Re Aedificatoria, primer libro sobre arquitectura.
- 1488: Missale Aboense, primer libro impreso en Finlandia.
- 1494: Oktoih primer libro impreso en idioma eslavo y alfabeto cirílico.
- 1499: Catholicon, diccionario bretón-Francés-Latín, primer diccionario trilingüe, primer libro impreso en idioma bretón y primer diccionario francés.
- 1501: Harmonice Musices Odhecaton, impreso por Ottaviano Petrucci, es el primer libro de partituras impreso con tipos móviles.
- 1511: Hieromonk Makarije imprimió el primer libro en el principado de Valaquia (en idioma eslavo).
- 1513: Hortulus Animae, polonice, posible primer libro impreso en idioma polaco.
- 1517: Psalter, primer libro impreso en idioma bielorruso antiguo por Francysk Skaryna en el mes de agosto.
- 1540: El impresor italiano Juan Pablos (Giovanni Paoli) establece la primera imprenta de América en la Ciudad de México.
- 1541: Bovo-Bukh fue el primer libro no religioso impreso en idioma yídish.
- 1545: Linguae Vasconum Primitiae fue el primer libro impreso en idioma vasco.
- 1547: Martynas Mažvydas compiló y editó el primer libro en idioma lituano.
- 1550: Abecedarium fue el primer libro impreso en idioma esloveno por Primož Trubar.
- 1556: La Compañía de Jesús adquiere una imprenta en Roma e imprime su primer libro: Assertiones Theologicæ.
- 1564: El primer libro impreso en idioma irlandés fue impreso en Edimburgo. Era una traducción de la Liturgia de John Knox hecha por el obispo de las islas Hébridas, John Carswell.
- 1564: Primer libro fechado impreso en idioma ruso, Apostol, impreso por Ivan Fyodorov.
- 1568: El primer libro en idioma irlandés impreso en Irlanda fue un catecismo protestante. Además contenía una guía de pronunciación y dicción del idioma irlandés.
- 1573–74: El impresor italiano Antonio Ricardo (Riccardi) ayuda a la Compañía de Jesús de la capital del Virreinato de Nueva España (actual México) a establecer una imprenta.
- 1577: Lekah Tov, una disertación sobre el libro de Esther fue el primer libro impreso en Israel.
- 1581: Biblia de Ostrog, primera edición completa de la biblia en idioma eslavo.
- 1581: Antonio Ricardo introduce de manera clandestina una imprenta en el Virreinato del Perú donde comienza a imprimir naipes, grabados y estampas religiosas bajo la protección de los jesuitas establecidos en la ciudad de Lima.
- 1583: Es autorizada la imprenta de Antonio Ricardo en el Virreinato del Perú por orden del rey de España Felipe II.
- 1584: Catecismo para instrucción de los indios, y de las demás personas que han de ser enseñadas en nuestra Sancta Fe es el primer libro impreso en Perú y Suramérica por Antonio Ricardo.
- 1593: Doctrina Christiana fue el primer libro impreso en las islas Filipinas.
- 1605 Primera impresión del Quijote, impreso por Juan de la Cuesta.
- 1640: The Bay Psalm Book, fue el primer libro impreso en Norteamérica.
- 1651: Abagar, de Filip Stanislavov fue el primer libro impreso en idioma búlgaro moderno.
- 1678–1703: Hortus Malabaricus incluye la primera impresión de tipos en idioma malayalam.
- 1802: New South Wales General Standing Orders fue el primer libro impreso en Australia.
- 1908: Aurora Australis fue el primer libro impreso en la Antártida.

### Libro de la imprenta mecánicasigloXIX-XX
En 1799, el francés Nicholas Louis Robert, soldado e ingeniero mecánico que trabajaba en la editorial Didot, patentó la primera máquina para producir papel continuo. Pero tras varias disputas legales, Robert pierde el control de la patente que fue adquirida por los hermanos Fourdrinier. El invento de Robert será el núcleo de la máquina Fourdrinier, base de la producción moderna de papel.
En el siglo XVIII se había comenzado a sustituir el papel fabricado a partir de trapos por la celulosa de madera, más barata. La introducción de las prensas para imprimir utilizando el vapor, llevaron la máquina de vapor a la producción de libros. Poco después de 1820, así como los nuevos molinos de papel funcionando también a vapor, constituyeron las innovaciones más importantes después del siglo xv. Ambas hicieron bajar, notablemente, los precios de los libros a la vez que aumentaban su tiraje. Muchos elementos bibliográficos, como la posición y formulación de los títulos y de los subtítulos se vieron afectados, también, por esta nueva producción en serie. Pero la composición seguía haciéndose manualmente, lo que ralentizaba la producción.
En 1886, Ottmar Mergenthaler inventa la linotipia, que mecaniza el proceso de composición de un texto para ser impreso, y en 1887 Tolbert Lanston desarrolla la Monotype, que componía y fundía letras sueltas. En el siglo XX serán sustituidas por la impresión Ófset.
Después del siglo xix aparecieron nuevos tipos de documentos: fotografía, registros sonoros, cine, etc.
La ruptura se produjo en los años 1990. La generalización de los códigos numéricos multimedia, que codifica de una manera única y simple (0 o 1) los textos, las imágenes fijas, las imágenes animadas, y los sonidos es una invención, sin duda, tan considerable como la de la escritura. El hipertexto mejoró, de forma notable, el acceso a la información. Por último, Internet hizo bajar los costes de producción y de difusión, como lo hizo la impresión a finales de la Edad Media.

## Libro delsigloXXI
El inicio de la informática en 1956 evolucionó los procesos de confección del libro comenzando por la fotocomposición que mejorada en 1985 se transformó en la autoedición, que supone la aplicación de la informática a la tipografía con el uso de un programa de tratamiento o proceso de textos y una impresora láser.
Se desarrolló el nuevo proceso de impresión del libro, la llamada impresión digital, que consiste en pasar información de un ordenador a un soporte material. Pero este método de impresión sólo es usado para un número mínimo de ejemplares o número de hojas (microtirajes o minitirajes), pero es útil para reproducir ejemplares únicos o reponer libros.
El audiolibro llegó a su auge en el Reino Unido a principios de 1960, considerado más como una nueva forma de presentar el contenido de las obras que como una nueva forma del libro. No es un medio universal ya que casi exclusivo de obras narrativas. Ha servido de medio cultural para ciegos.
Por libro digital (libro electrónico, elibro, libroe, ecolibro, ciberlibro, ebook) se entienden dos sentidos:
- Un texto informatizado en un soporte informático para sólo ser leído en una pantalla
- Un elemento material que sirve de soporte para el almacenamiento de textos digitalizados y dispuestos para la lectura

En ambos casos se refiere a una obra contenida en un aparato o dispositivo electrónico. Las obras en este formato en un principio tenían pocas restricciones temáticas, legales, materiales, etc. Esta cualidad lo hace más accesible que el audiolibro.
Al mismo tiempo el libro digital tiene algunos problemas, uno de los más relevantes es el asunto de los derechos legales del autor de las obras digitalizadas. El problema se hizo evidente con los intentos de expandir el acceso a la literatura, en especial con el proyecto GoogleBooks que ha concluido en que la empresa compensará a los titulares de los derechos o una vista parcial de las obras.
A pesar de estos problemas legales y la falta de la esencia del libro impreso para los amantes de la literatura, el libro digital ha sido el medio de difusión masiva y, al mismo tiempo, medio de conservación de libros antiguos o difíciles de consultar.